# Paskal: The Movie
 (juillet 2021).
Pour plus de détails, voir Fiche technique et Distribution.
Paskal: The Movie est un film malaisien réalisé par Adrian Teh, sorti en 2018.

## Synopsis
Une unité d'élite de la Marine royale malaisienne combat des pirates.

## Fiche technique
- Titre : Paskal: The Movie
- Réalisation : Adrian Teh
- Scénario : Anwari Ashraf, Chee Ang Keoh, Frank See et Adrian Teh
- Photographie : Choon Lin Yong
- Montage : Monster Than et Moray Toon
- Production : Chee Ang Keoh et Frank See
- Société de production : Asia Tropical Films
- Pays :  Malaisie
- Genre : Action et drame
- Durée : 115 minutes
- Dates de sortie : 
  -  Malaisie : 27 septembre 2018
  - Netflix : 15 mars 2019

## Distribution
- Adi Afendi : le capitaine du Michael of MV Bunga Laurel 11
- Amerul Affendi : Rudi
- Ammar Alfian : Jeb
- Hairul Azreen : Arman
- Tiger Chen : le sergent Chen Han
- Jasmine Suraya Chin : Lily
- Taufiq Hanafi : Ustat
- Henley Hii : Joshua
- Sherry Al Jeffry : Khadijah
- Hafizul Kamal : Yan
- Namron : le lieutenant commander Maznan
- Gambit Saifullah : Gagak
- Adrian Teh : Kept Stanley
- Theebaan : Misi
- Steve Yap : Ah Boon

## Box-office
Le film a rapporté 30 millions de ringgits au box-office ce qui en fait l'un des plus gros succès du pays.